# Ринконзавр
Ринконзавр (лат. Rinconsaurus) — род динозавров из клады Lithostrotia, обитавших в сантонском веке на территории современной Аргентины. Единственный вид Rinconsaurus caudamirus описан Хорхе Кальво и Бернардо Гонсалесом Ригой в 2003 году. Ископаемые остатки обнаружены в формации Бахо-де-ла-Карпа (провинция Рио-Негро). Представлен неполными элементами скелета, по крайней мере, четырёх экземпляров.

## Описание
Как и все завроподы, ринконзавр имел очень длинную шею. Хотя ископаемые находки являются неполными — нет полной шеи или головы, динозавр, по оценкам, достигал 11 метров в длину и около 2,5 метров в высоту. К сожалению, была восстановлена одна часть черепа.
Масса тела самых крупных особей ринконзавр составляла не менее 3-5 тонн, они были легче представителей группы Saltasaurinae, но тяжелее, чем Aeolosaurini.
Ринконзавр отличается от других титанозавров (более обширная группа, включающая кладу Lithostrotia) наличием нескольких аутапоморфных признаков и уникальной ассоциацией признаков, некоторые из которых также присутствуют у других групп титанозавров — Lognkosauria, Aeolosaurini и Saltasaurinae, а также наличием лопатки, которая подобна таковой у Bellusaurus, Dreadnoughtus и Muyelensaurus.

## Систематика
Филогенетический анализ помещает род Rinconsaurus в кладу Rinconsauria. Со своей стороны, клада Rinconsauria, в состав которой входит также триба Aeolosaurini, включена в более широкую группу Lognkosauria.